# Campeonato da Europa de Atletismo de 2010 - Arremesso de peso masculino
A prova do arremesso de peso masculino do Campeonato da Europa de Atletismo de 2010 foi disputada entre os dias 30 e 31 de julho de 2010 no Lluís Companys em Barcelona,  na Espanha. 

## Recordes
Antes desta competição, os recordes mundiais e do campeonato nesta prova eram os seguintes:
|                       | Nome           | Nacionalidade     | Distância | Local     | Data                 |
| --------------------- | -------------- | ----------------- | --------- | --------- | -------------------- |
| Recorde mundial       | Randy Barnes   | Estados Unidos    | 23m 12cm  | Westwood  | 20 de maio de 1990   |
| Recorde do campeonato | Werner Günthör | Suíça             | 22m 22cm  | Estugarda | 28 de agosto de 1986 |
| Recorde europeu       | Ulf Timmermann | Alemanha Oriental | 23m 06cm  | Chania    | 22 de maio de 1988   |

## Medalhistas
| Ouro                  | Prata              | Bronze             |
| Tomasz Majewski (POL) | Ralf Bartels (DEU) | Māris Urtāns (LAT) |

## Cronograma
Todos os horários são locais (UTC+2).
| Data        | Hora  | Evento       |
| ----------- | ----- | ------------ |
| 30 de julho | 11:30 | Qualificação |
| 31 de julho | 18:30 | Final        |

## Resultados

### Qualificação
Qualificação: Desempenho de 20.00 m (Q) ou os 12 melhores qualificados (q).
| Posição | Grupo | Atleta                    | Nacionalidade | 1ª prova | 2ª prova | 3ª prova | Resultados | Notas      |
| ------- | ----- | ------------------------- | ------------- | -------- | -------- | -------- | ---------- | ---------- |
| 1       | A     | Ralf Bartels              | Alemanha      | 20,37    |          |          | 20,37      | Q          |
| 2       | A     | Tomasz Majewski           | Polónia       | 20,36    |          |          | 20,36      | Q          |
| 3       | B     | David Storl               | Alemanha      | 19,74    | x        | 20,24    | 20,24      | Q          |
| 4       | B     | Māris Urtans              | Letônia       | 18,55    | 19,17    | 20,19    | 20,19      | Q          |
| 5       | A     | Nedžad Mulabegović        | Croácia       | 20,01    |          |          | 20,01      | Q          |
| 6       | A     | Antonín Žalský            | Chéquia       | 19,93    | 19,78    | 19,74    | 19,93      | q          |
| 7       | B     | Asmir Kolašinac           | Sérvia        | x        | 19,75    | 19,83    | 19,83      | q          |
| 8       | A     | Carl Myerscough           | Reino Unido   | 19,34    | x        | 19,81    | 19,81      | q          |
| 9       | B     | Jakub Giza                | Polónia       | 19,44    | 18,90    | 19,69    | 19,69      | q          |
| 10      | B     | Borja Vivas               | Espanha       | 19,14    | 19,21    | 19,51    | 19,51      | q          |
| 11      | B     | Marco Fortes              | Portugal      | 19,24    | 19,48    | 18,70    | 19,48      |            |
| 12      | A     | Taavi Peetre              | Estónia       | 19,42    | x        | x        | 19,42      |            |
| 13      | A     | Andriy Semenov            | Ucrânia       | 19,31    | x        | x        | 19,31      |            |
| 14      | A     | Lajos Kürthy              | Hungria       | x        | 19,15    | x        | 19,15      |            |
| 15      | A     | Niklas Arrhenius          | Suécia        | 18,93    | x        | x        | 18,93      |            |
| 16      | A     | Milan Jotanovic           | Sérvia        | 18,81    | 18,38    | 18,42    | 18,81      |            |
| 17      | B     | Mihaíl Stamatóyiannis     | Grécia        | 18,15    | 18,28    | 18,58    | 18,58      |            |
| 18      | A     | Miroslav Vodovnik         | Eslovênia     | x        | 18,42    | x        | 18,42      |            |
| 19      | B     | Georgi Ivanov             | Bulgária      | 18,18    | 18,28    | x        | 18,28      |            |
| 20      | B     | Georgios Arestis          | Chipre        | x        | 18,23    | 17,76    | 18,23      |            |
| 21      | B     | Kim Christensen           | Dinamarca     | 17,36    | 18,20    | x        | 18,20      |            |
| 22      | A     | Manuel Martínez           | Espanha       | 18,08    | x        | 17,73    | 18,08      |            |
|         | B     | Ódinn Björn Thorsteinsson | Islândia      | x        | x        | x        | NM         |            |
|         | B     | Yves Niaré                | França        | x        | x        | x        | NM         |            |
| —       | B     | Pavel Lyzhyn              | Bielorrússia  | x        | 19,43    | 20,42    | 20,42      | DSQ Doping |
| —       | A     | Andrėj Michnevič          | Bielorrússia  | 20,35    |          |          | 20,35      | DSQ Doping |
| —       | B     | Remigius Machura          | Chéquia       | 18,71    | 18,55    | x        | 18,71      | Doping     |

### Final
| Posição           | Atleta             | Nacionalidade | 1ª prova | 2ª prova | 3ª prova | 4ª prova | 5ª prova | 6ª prova | Resultados | Notas           |
| ----------------- | ------------------ | ------------- | -------- | -------- | -------- | -------- | -------- | -------- | ---------- | --------------- |
| Medalha de ouro   | Tomasz Majewski    | Polónia       | 20,66    | 20,83    | 20,78    | 21,00    | 20,96    | 20,59    | 21,00      |                 |
| Medalha de prata  | Ralf Bartels       | Alemanha      | 20,23    | 20,22 m  | 20,40 m  | 20,22 m  | 20,65 m  | 20,93 m  | 20,93      |                 |
| Medalha de bronze | Māris Urtans       | Letônia       | 19,81    | 20,12    | x        | 20,56    | 20,72    | 20,64    | 20,72      |                 |
| 4                 | David Storl        | Alemanha      | 20,24    | 20,24    | x        | 20,28    | x        | 20,57    | 20,57      |                 |
| 5                 | Nedžad Mulabegović | Croácia       | 20,56    | x        | 20,33    | 19,90    | 20,50    | 20,37    | 20,56      | Recorde pessoal |
| 6                 | Antonín Žalský     | Chéquia       | 20,01    | x        | x        | 19,58    | x        | x        | 20,01      |                 |
| 7                 | Asmir Kolašinac    | Sérvia        | 19,61    | x        | 19,87    |          |          |          | 19,87      |                 |
| 8                 | Jakub Giza         | Polónia       | 18,63 m  | 19,04    | 19,73    |          |          |          | 19,73      |                 |
| 9                 | Borja Vivas        | Espanha       | 19,04    | 18,94    | 19,12    |          |          |          | 19,12      |                 |
| 10                | Carl Myerscough    | Reino Unido   | x        | x        | 18,19    |          |          |          | 18,19      |                 |
| —                 | Andrei Mikhnevich  | Bielorrússia  | 20,49    | 21,01 m  | 20,87    | 20,77    | 20,58    | 20,94    | 21,01      | Doping          |
| —                 | Pavel Lyzhyn       | Bielorrússia  | x        | 19,93    | 20,11    | x        | x        | x        | 20,11      | Doping          |

Legenda
| Recorde mundial       | Recorde mundial (World record)               |                       | Recorde africano                      | Recorde africano (African) |                                           | Q | Classificado por posição (Qualified) |
| Recorde do campeonato | Recorde do campeonato (Championship record)  | Recorde da América    | Recorde da América (Americas)         | q                          | Classificado por melhor tempo (Qualified) |   |                                      |
| Melhor marca do ano   | Melhor marca do ano (World leading)          | Recorde asiático      | Recorde asiático (Asian)              | DNS                        | Não largou (Did not start)                |   |                                      |
| Recorde nacional      | Recorde nacional (National record)           | Recorde europeu       | Recorde europeu (European)            | DNF                        | Não terminou (Did not finish)             |   |                                      |
| Recorde pessoal       | Recorde pessoal do atleta (Personal best)    | Recorde da Oceania    | Recorde da Oceania (Oceania)          | DSQ / DQ                   | Desclassificado (Disqualified)            |   |                                      |
| Recorde da temporada  | Recorde da temporada do atleta (Season best) | Recorde sul-americano | Recorde sul-americano (South America) | NM                         | Sem marca (No mark)                       |   |                                      |